# Phil Elverum
Phil Elverum, noto anche come DJ Microphone e X-Ray Means Woman, pseudonimo di Phil Elvrum (Anacortes, 26 maggio 1978), è un cantautore e produttore discografico statunitense.
È meglio conosciuto per i suoi progetti musicali, The Microphones e Mount Eerie. Con sede ad Anacortes, Washington a metà degli anni 2000, iniziò a scrivere il suo cognome Elvrum come Elverum, come la città norvegese con lo stesso nome.

## Biografia
Nacque il 23 maggio 1978 ad Anacortes, nello stato di Washington. Elverum è meglio conosciuto per aver registrato e suonato in modo prolifico sotto i nomi della band The Microphones, tra il 1996 e il 2003, e Mount Eerie, tra il 2003 fino ad oggi. Il Believer Magazine ha descritto il suo lavoro come "delicatamente scarso o stratificato e rumoroso, spesso nella stessa canzone. Liricamente, si concentra sulla memoria, sulla narrazione in prima persona, sul mito, sul naturalismo, sul quotidiano come sacro e sul senso del luogo ".
Il cantante utilizza prevalentemente apparecchiature di registrazione analogiche e spesso lavora nei suoi spazi di studio, dove ha il tempo e la libertà di sperimentare con i suoni. Attualmente registra in una chiesa dismessa di Anacortes, nello stato di Washington, chiamata, The Unknown.
Nel 2004, ha fondato l'etichetta, PW Elverum & Sun, Ltd., attraverso la quale ha pubblicato dischi dei Mount Eerie e e dei The Microphones, così come dei The Spectacle, dei Thanksgiving , di Woelv, Nicholas Krgovich, Key Losers e Wyrd Visions . Prima di questo, era strettamente legato alla K Records e alla scena musicale di Olympia, a Washington, dove ha prodotto registrazioni di Mirah, Little Wings, Beat Happening, The Blow e altri.
Elverum è anche membro occasionale della Anacortes banda di D + con Karl Blau e Bret Lunsford. Le sue influenze musicali includono Eric's Trip, Will Oldham, Björk, Nirvana, Popol Vuh, Sunn e il compositore statunitense Angelo Badalamenti.

### Altre attività
Elverum è anche noto per le sue opere d'arte e la fotografia. All'inizio della sua carriera ha prodotto fanzine a tiratura limitata e libretti di canzoni che sarebbero stati venduti durante i tour dei The Microphones. Da quando ha fondato la PW Elverum & Sun, Ltd., l'artista iniziato a sperimentare con la stampa tipografica e altre idee di packaging elaborate per le sue pubblicazioni. Nel 2007, ha pubblicato un libro a copertina rigida di fotografia cinematografica con un album EP intitolato, Mount Eerie pts. 6 e 7 . Questo album è stato seguito nel 2014 da Dust , un libro di fotografia digitale rilegato in lino stampato.
Nel 2005 ha creato un calendario comico di 365 giorni intitolato, Fancy People Adventures, successivamente trasmesso dal sito web musicale, Tiny Mix Tapes . Alla fine del 2008 la casa editrice, Buenaventura Press ha pubblicato Alba, un libro e cd di voci di diario e canzoni dall'inverno 2002-2003, durante il quale Elverum viveva in una baracca isolata nei pressi di Finnkonevika, Kjerringøy, Norvegia.
Elverum ha anche sperimentato il cinema, producendo immagini di sfondo per i suoi spettacoli, uscito come DVD in edizione limitata dal titolo Fog Movies, e dirigendo un video promozionale per la canzone del 2012 del Mount Eerie, The Place Lives.

## Vita privata
Elverum sposò l'artista e musicista canadese Geneviève Castrée nel 2003, poco dopo averla incontrata, e i due vissero a Washington. Oltre a cantare occasionalmente nei dischi degli altri e suonare nelle rispettive band di supporto dal vivo, la coppia non ha collaborato artisticamente. I due non volevano che nessuna delle loro produzioni artistiche interferisse con quella dell'altro, di modo che non potesse risentirne il loro matrimonio. Occasionalmente si menzionava che lui o lei era sposata, ma non dicevano con chi erano sposati.
Nel 2015 a Geneviève è stato diagnosticato un cancro al pancreas non operabile in seguito alla nascita del primo figlio della coppia. Dopo aver esaurito i fondi per pagare i trattamenti per il cancro di Geneviève, i due si sono rivolti al mondo e hanno chiesto sostegno attraverso una pagina di GoFundMe. Il 9 luglio 2016 Geneviève è morta in compagnia di suo marito e dei suoi genitori. La coppia ebbe una figlia.
Il 26 luglio 2018 la rivista Vanity Fair riportò che Elverum sposò l'attrice Michelle Williams all'inizio del mese in "una cerimonia segreta negli Adirondacks, testimoniata solo da una manciata di amici e dalle loro due figlie". I due divorziano dopo pochi mesi dal matrimonio.